# 楊可觀
楊可觀（？—1647年8月30日（永曆元年八月二日）），字龍瑞，廣州府廣州衛人，南明軍事人物。

## 生平
楊可觀面形四方，下巴豐滿，皮膚白皙，樣子英俊；個性豪邁雄壯、喜歡自我欣賞。隆武年間，他上書福京，獲授柳州府、慶遠府副總兵。朱聿𨮁稱帝，楊可觀遷前衛都指揮使。清朝士兵來到，他假意投降。陳子壯起兵，楊可觀命令花山的義士三千人歸附佟養甲，令佟養甲讓他守住東門，同時分別賄賂城門的守將，斬殺關迎。清軍知道後抓住他，施行酷刑，要脅他供出其他人。楊可觀憤怒地說：「我所以屈身你們這些奴輩，正正為了今日。大丈夫砍頭而已，始終不會為了延遲死亡，禍及天下的英雄。」清軍搜查城中士兵有數百人在衣縫上有「桂」字者的人，連累花山義士三千人，和黃炅元、楊景曄、高為𥗝及張象賢等人同時遇害，南明朝廷追贈都督。

## 引用
1. 1 2  錢海岳《南明史·卷五十二·列傳第二十八》：（永曆元年）八月二日，……而（黃）炅元、（楊）可觀、（楊）景曄、（高）為𥗝、（張）象賢等伏先發，事洩死。
2. 1 2  錢海岳《南明史·卷五十二·列傳第二十八》：（楊）可觀，字龍瑞，廣州衛人。方面豐頤，白皙美鬚眉，豪雄自喜。隆武時，上書福京，授柳慶副總兵。聿鐭稱帝，遷前衛都指揮使。清兵至，偽降。
3. ↑  錢海岳《南明史·卷五十二·列傳第二十八》：（陳）子壯兵起，命花山忠義三千人歸養甲，得守東門，並分賄城門守將，斬關迎。奴首其事，見執，鞫以酷刑，使引餘人。怒曰：「所以屈身奴輩者，正為今日。丈夫斫頭耳，終不緩一死，禍天下英雄。」清搜城中兵衣縫得「桂」字者數百人，事連花山忠義三千人，皆見殺。贈都督。